# さらば草原よ
『さらば草原よ』（さらばそうげんよ、西: Adiós pampa mía）は、フランシスコ・カナロ（Francisco Canaro）、マリアーノ・モーレス（Mariano Mores）作曲のタンゴ。1945年の曲。

## 概要
1945年のミュージカル「パリのタンゴ」（El tango en Paris）の挿入歌として作られた。イボ・ペライ（Ivo Pelay）による歌詞がつけられている。
フランシスコ・カナロ楽団演奏のアルベルト・アレーナス（Alberto Arenas）歌唱の録音や、ファン・ダリエンソ楽団の録音が有名である。
日本においては、第8回NHK紅白歌合戦（1957年）と、第12回NHK紅白歌合戦（1961年）で、藤沢嵐子によって歌われた。